# Ad-Hoc Configuration Protocol
Ad-Hoc Configuration Protocol (AHCP) es un protocolo de configuración automática para IPv6 y redes con doble pila IPv6/IPv4, diseñado para reemplazar SLAAC y DHCP en redes donde es difícil o imposible configurar un servidor en cada dominio broadcast de la capa de enlace, por ejemplo, en redes MANET.
AHCP configura automáticamente las direcciones IPv4 y IPv6 y los servidores DNS y NTP. Sin embargo, no configura rutas por defecto, ya que está diseñado para ser usado junto a un protocolo de encaminamiento (como OLSR o Babel).